# 偷窺孔
《偷窺孔》（日语：ノ・ゾ・キ・ア・ナ）是日本漫畫家本名和幸創作的漫畫作品。於小學館的手機漫畫網站「Moba MAN」2009年1月23日起開始連載供付費下載閱覽，連載結束後開始連載衍生作品《偷×看》。2009年11月出版單行本第一集，網站下載已達10萬次。至第7集於2011年3月發行時，網站下載已達1900萬次，單行本也累計銷售達60萬冊。2013年2月出版單行本第13集而完結，該集並隨附由Liverpool公司與東寶聯合製作的OVA光碟。中文版由東立出版社發行，因內容而列為限制級。

## 劇情簡介
本作男主角城戶龍彥是位在美術專門學校進修的學生，獨自一人租房子住。某天在房間牆壁發現一個洞，他好奇的從洞看過去，卻看到隔壁房的美女生野惠美留正在自慰，而生野惠美留也從洞看到城戶龍彥。後來生野惠美留立了規則：每週一、三、五由城戶龍彥偷窺，每週二、四、六由生野惠美留偷窺，週日則公休，被偷窺者不可以刻意閃躲或是蓋住洞，要展現自己最真實的一面。
內容探討愛與性愛的差異，多次談到主角對戀情的糾結、背叛、及人性的想法與不可告人的一面。

## 登場人物
- 聲為OVA動畫的聲優。

城戶龍彥（聲：平川大輔；演：篤海）
本作男主角，18歲→結局時21歲，設計與繪圖系1年級A組。從鄉下搬到東京就讀美術專門學校，獨自一人租房子住，為惠美留的鄰居。人不擅長自己拿主意，不希望朋友受傷，老好人，同時本作剛開始的時候面對困境採取逃避或無視的態度，性情懦弱，後變得堅強有主見，積極進取。隨著惠美留偷窺關係的進行，龍彥也在幾次戀愛和與惠美留的來往中變得越發堅強和成熟，是日本社會中典型的弱勢青年。
生野惠美留（聲：霧之峰沙羅；演：池田巧克力）
本作女主角，18歲→結局時21歲，3月3日出生，血型O型。設計與繪圖系1年級A組。與城戶龍彥是鄰居，立下互相偷窺的約定。同時也是專門學校的同學，但兩人在校刻意裝不熟，對話時也刻意使用敬語。平常一副撲克臉，但偷窺時會興奮。
在龍彥的追尋和告白後卸掉了自己偽裝的面具，完全接受龍彥的心意，與龍彥成為情侶。在一起參加畢業典禮的途中卻以“要追上龍彥的腳步”為由欲再次離開，龍彥在電話中不斷挽留未果，大聲向她說“只給你一年時間”，於是兩人就此分別。在畢業剛好一年後的那天，惠美留如約出現在龍彥面前，並對他說要再次制定互相偷窺的規則（實際上就是兩人成為真正的情侶）。
琴引友里（聲：日野真冬；演：伊東紅）
龍彥書中的第一任女朋友，在專門學校的同學，18歲，6月11日出生，血型A型，是位巨乳美女。後來積極接近他，並與他交往。常常以周末要陪家人為由，其實是跟周末男友在一起，背叛了城戶君，在學校被惠美留發現後惠美留為了避免龍彥受傷便跟蹤友里，但因為反常行為反而引起龍彥注意，最後直接導致龍彥發現了友里的劈腿現場。友里因音樂盒發現龍彥已經知道自己的事，在向龍彥坦白自己的一切後，龍彥與她分手。心裡非常缺愛的女孩，只是因為與龍彥相遇時間較晚而導致了悲劇，真心喜歡龍彥，但卻也無法放棄周末男友，後在龍彥糾結惠美留與小圓時出現開導龍彥，並告知龍彥自己已與周末男友分手，並打算離開去北海道學習好讓自己成長。在最終話中，已在北海道工作並到意大利出差，來信中表示自己依然單身，也希望能與龍彥一起回憶下當年的懺悔。
寺門卷子（聲：平田裕香（客串）；演：新島亞祐彌）
生野惠美留的同學，19歲，7月17日出生，血型A型。個性開朗活潑，讓人感覺中性的女性。喜歡惠美留，與惠美留發生關係時被龍彥偷窺，從而發現小洞，成為第一個知道互相偷窺的人。畢業後1年與公司的上司準備結婚，在同學見面會中再次重逢，此時她已懷孕了三個月。
米山（聲：望木庵中；演：鈴木蘇）
須賀設計學院學生，龍彥的好友，是個看到美女就想去搭訕的笨蛋。之後也得知了牆上的小洞和互相偷窺的事情，得知理惠對自己毫無感情大受打，但仍表示願意跟龍彥繼續成為朋友，是書中與龍彥建立起最好關係的朋友。
本並翔子（聲：遠見春香；演：緒川凛）
龍彥在專門學校的老師，28歲。性格隨和，喜歡和學生開玩笑。愛情上不是很順利，和男友分手時遇見龍彥和惠美留。失落的時候跟龍彥傾訴，受到龍彥的鼓勵重拾自信。
堀井真（聲：木下透；演：財木琢磨）
須賀設計學院學生，野宮七海的男朋友，是個帥哥。不過是個表裡不一的人。強暴惠美留未遂（龍彥出手相救），而後懷恨在心，利用七海接近龍彥，並強迫七海與龍彥發生關係，惠美留出手相救。並在惠美留和龍彥的勸說後擁抱七海，表示不再出現。
野宮七海（演：栗林里莉）
龍彥打工的超商店員。為了接近龍彥而在龍彥工作的超市打工，堀井的女朋友，從高中就開始喜歡著堀井。願意為堀井付出一切，然而在惠美留出現以後後悔所做的一切並對堀井表示她會永遠支持堀井，最終得到了他的愛。
成瀨珠子（演：君歩美）
城戶龍彥的兒時玩伴，11月23日出生，血型B型，全身皮膚曬得很黑。高中時身旁有不少男生，常與這些男生聯合整人。城戶龍彥也因此被整而內心受到傷害。雖然那一次的傷害不是她所希望的，但和龍彥還是失去了交流。後被前輩表白，來到東京確定龍彥的心意後告知龍彥當年的真相並離開了東京。
小森千里
城戶龍彥的同學，19歲，4月19日出生，血型AB型。打扮如小學生般稚氣，因此是最受班上男生歡迎的典型「女孩」。
亘圓
龍彥書中的第二任女朋友，須賀設計學院學生，22歲。本劇最悲慘的角色沒有之一，性格單純，願意為愛人付出一切，甚至已經是乞求的程度，曾談過兩次戀愛（不包含龍彥這一次），與龍彥交往前還是處女。龍彥在發現惠美留藏在偷窺孔中的信後（惠美留所有的心聲），才發現自己是喜歡惠美留的，遂與小圓分手。在最終回中，小圓已經同一位比她小4歲的富家公子誠司成為了情侶，與誠司在一起的畫面很少，看上去算是幸福，勉強作為作者對小圓的補償，是唯一一位劇中被傷害後沒有得到正面救贖的腳色(友里及卷子事後都還有給予篇幅做心境的成長，並與龍彥關係至少恢復至朋友等級，唯獨小圓是分手後直接被作者消失整整兩集單行本，直至大結局才出現一個畫面，且沒有正式與龍彥見面)，也是唯一一位被龍彥傷害後再也沒去見過的角色，甚至龍彥幾乎都沒再提過她，回憶中的畫面也均是作者滿滿的惡意，最終話都只有短短一個畫面，還是剛好在街上撇見龍彥等人的同學會散場，於心中小小的向龍彥正式道別，龍彥甚至沒有發現她，可以說，若以小圓角度展開故事，龍彥可以榮登四大渣男之首，與誠哥不相上下。
梶原奈緒
職業模特。
望月志郎
城戶龍彦的後輩。
植田理惠
城戶龍彦的後輩。
相良都久美
惠美留已故的哥哥的女朋友（未婚妻），對待龍彥時稱自己是惠美留的姐姐。惠美留和都久美在惠美留哥哥的墳墓前相見，兩人彼此道了歉，心結才逐漸解開，書中所說“兩人的心結還未完全解開，但遲早有一天會解開的”。
生野智也
惠美留已故的哥哥，因偷窺惠美留從而導致後續的一系列悲劇，對惠美留有著扭曲的愛。
高畑充（演：瀨戶口弘樹）
專門學校CG科的學生。
坂崎守（演：松本洋一）

## 出版書籍
| 集數 | 小學館                       | 小學館                                            | 東立出版社     | 東立出版社             |
| 集數 | 發售日期                     | ISBN                                              | 發售日期       | ISBN                   |
| ---- | ---------------------------- | ------------------------------------------------- | -------------- | ---------------------- |
| 1    | 2009年11月30日               | ISBN 978-4-09-182726-5                            | 2012年6月11日  | ISBN 978-986-10-9104-4 |
| 2    | 2009年12月26日               | ISBN 978-4-09-182859-0                            | 2012年6月11日  | ISBN 978-986-10-9105-1 |
| 3    | 2010年3月30日                | ISBN 978-4-09-182877-4                            | 2012年7月25日  | ISBN 978-986-10-9106-8 |
| 4    | 2010年4月260日               | ISBN 978-4091832238                               | 2012年12月28日 | ISBN 978-986-10-9107-5 |
| 5    | 2010年7月30日                | ISBN 978-4091834492                               | 2013年4月25日  | ISBN 978-986-10-9108-2 |
| 6    | 2010年10月29日               | ISBN 978-4091836052                               | 2013年6月24日  | ISBN 978-986-10-9109-9 |
| 7    | 2011年3月30日                | ISBN 978-4091837691                               | 2013年7月24日  | ISBN 978-986-10-9110-5 |
| 8    | 2011年6月30日                | ISBN 978-4091838759                               | 2013年8月26日  | ISBN 978-986-10-9475-5 |
| 9    | 2011年9月30日                | ISBN 978-4091840981                               | 2013年9月17日  | ISBN 978-986-10-9476-2 |
| 10   | 2012年1月30日                | ISBN 978-4091843401                               | 2013年10月31日 | ISBN 978-986-10-9477-9 |
| 11   | 2012年5月30日                | ISBN 978-4091845399                               | 2013年12月16日 | ISBN 978-986-317-328-1 |
| 12   | 2012年9月28日                | ISBN 978-4091847133                               | 2014年1月23日  | ISBN 978-986-317-946-7 |
| 13   | *2013年2月26日 2013年2月28日 | ISBN 978-4099418106（限定版） ISBN 978-4091848369 | 2014年3月5日   | ISBN 978-986-332-109-5 |

## OVA
2013年2月28日發售與第13卷附贈的DVD，同年5月24日發售BD版本，版本長度約一個小時，目前只有一集，進度到漫畫第三卷中間部分。

### 工作人員
- 導演：西島克彦
- 原作：本名和幸
- 總製作人：月野正志
- 角色設計：櫻井正明
- 劇本：大久保昌弘
- 分鏡：小林一三
- 演出：高山秀樹、清水明
- 總作畫監督：服部憲知
- 作畫監督：Kim E Sung、島田英明、臼田美夫、細川修平
- 美術監督：ゆきゆきえ
- 色彩設計：井上英子
- 攝影監督：原田勉之
- 剪輯：柳圭介
- 音樂製作人：安藤岳
- 音樂監督：砂守岳央
- 音樂：松岡美弥子、砂守岳央
- 音樂製作：Brick Corporation
- 音響監督：龜山俊樹
- 製作人：楠原真理子、酒井俊治
- 動畫製作：Studio Fantasia
- 製作：「ノ・ゾ・キ・ア・ナ」製作委員会（Liverpool、東寶）

### 主題曲
片尾曲「Going to Ride」
主唱：predia，填詞、作曲、編曲：阿久津健太郎

## 遊戲
2013年3月DMM.com推出本作的社群網路遊戲，同年7月31日宣布停止營運。

## 電影
真人電影版於2014年6月28日公映。
工作人員
- 監督：植田中、佃謙介
- 腳本：藤田學
- 電影製作：ゴセント
- 製作：エスピーオー

## 外部連結
- http://www.shogakukan.co.jp/comics/detail/_isbn_9784091827265（页面存档备份，存于）（日語）
- OVA官方網站 （页面存档备份，存于）（日語）
- [永久]DMM.com（日語）
- 電影官方網站 （页面存档备份，存于）Cinemart（日語）